# شاكسيراكسي

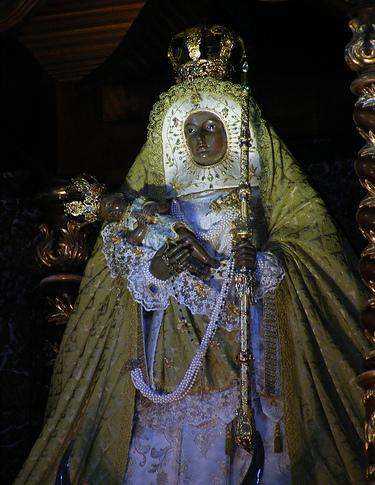
صورة العذراء كانديلاريا (راعي جزر الكناري) في بازيليك كانديلاريا (تينيريفي).

شاكسيراكسي (بالإنجليزية: Chaxiraxi)‏ هو اسم إلهة تعبد من قبل غوانش، مسقط رأسه القديم للجزيرة تينيريفي (جزر الكناري، إسبانيا). اسمها يعني «الأم الشمس». هو الاسم الذي يطلق من قبل المواطنين على صورة لمريم العذراء (تسمى محليا العذراء كانديلاريا). هذا الأمر تمثال على الشاطئ جنوب تينيريفي في القرن الرابع عشر قبل مائة سنة الغزو الاسباني. بعد الاستيلاء على جزر الكناري، وأوضح الإسبان إلى المواطنين كان صورة لمريم العذراء وليس آلهة وثنية.

## روابط خارجية
- (بالإسبانية) Guanche Religion
- (بالإسبانية) Mundo Guanche: Chaxiraxi